# باهوش (فیلم ۲۰۱۴)
باهوش 
(به تلوگویی: Loukyam) و (به انگلیسی: Wit) فیلمی هندی محصول سال ۲۰۱۴ و به کارگردانی سریواس است. در این فیلم بازیگرانی همچون گوپیچاند، راکول پریت سینگ، موکش ریشی، راهول دو و همسا ناندینی ایفای نقش کرده‌اند.